# Don Gillis
Donald Eugene Gillis (17. juni 1912 i Cameron, Missouri – 10. januar 1978 i Columbia, South Carolina) var en amerikansk komponist, dirigent, trombonist og musikpædagog.
Gillis flyttede som ung til Fort Worth, Texas, og studerede trombone på Texas Christian University (1935). Han tog herefter en masters degree i komposition på North Texas State University i (1943). Gillis komponerede mange orkesterværker, 11 symfonier, koncertmusik, 6 strygekvartetter, operaer etc. Hans mest berømte værk er symphony 5½ " a symphony for fun " (symfoni for sjov), som blev uropført i (1947) af Arturo Toscanini og NBC Symphony Orchestra. Gillis var tillige medstifter af det berømte radio orkester Symphony of the Air.

## Udvalgte værker
- Symfoni nr. 1 "En amerikansk Symfoni" (1939-1940) - for orkester
- Symfoni nr. 2 "Troens Symfoni" (1940) - for orkester
- Symfoni nr. 3 "En symfoni for gratis mænd" (1940-1941) - for orkester
- Symfoni nr. 4 "Pionererne" (1943) - for orkester
- Symfoni nr. 5 "Til minde" (1944-1945) - for orkester
- Symphony 5½ "En symfoni for sjov" (1944-1945) - for orkester
- Symfoni nr. 6 "USA fra midten af århundredet" (1947) - for orkester
- Symfoni nr. 7 "En fortælling om Prærie skolen" (1948) - for orkester
- Symfoni nr. 8 "En danse Symfoni" (1950) - for orkester
- Symfoni nr. 9 "stjernespanglet banner Symfoni" (1951) - for orkester
- Symfoni nr. 10 "X" "Store D" (1967) - for orkester
- 6 strygekvartetter (1936-1947)
- "Prærie digt" (1943) (Symfonisk tonedigtning) - for orkester